# ليندسي ماسون
ليندسي ماسون (بالإنجليزية: Lindsay Mason)‏ هو سياسي بريطاني، ولد في 1942، وتوفي في 2006.